# Киква (Шарканський район)
Киква́ (рос. Кыква) — присілок у складі Шарканського району Удмуртії, Росія.

## Населення
Населення — 410 осіб (2010; 513 у 2002).
Національний склад станом на 2002:
- удмурти — 86 %

## Урбаноніми[3]
- вулиці — Джерельна, Молодіжна, Надії, Садова, Центральна